# Бёртон, Стив
Стив Бёртон (англ. Steve Burton ; род. 28 июня 1970), урождённый Джек Стивен Бёртон (англ. Jack Stephen Burton) — американский актёр, наиболее известный по роли Джейсона Моргана в сериале «Главный госпиталь» (1991-2012 и 2017-2021) и Дилана МакЭвоя в сериале «Молодые и дерзкие» (2013-2017). Также он озвучил персонажа Клауда Страйфа в различных медиа компании Square Enix, включая анимационный фильм «Последняя фантазия VII: Дети пришествия» (2005, 2009) и игровую серию Kingdom Hearts. В 2017 году Бёртон вернулся к роли Джейсона Моргана в «Главном госпитале», где его герой носил псевдоним «Пациент №6». В 2019 году он недолгое время играл брата-близнеца Дрю Кейна (Билли Миллер) Джейсона в различных флэшбеках с Шайло Арчером (Коби Райан Маклафлин).

## Биография

### Ранняя жизнь
Джек Стивен Бёртон родился в Индианаполисе (Индиана). Свою юность провёл в Кливленде (Огайо), в пригороде Ричмонд-Хайтс, после чего переехал в Голливуд. Он окончил среднюю школу Беверли-Хиллз в Беверли-Хиллз (Калифорния).

### Карьера
Впервые Бёртон появился на телевидении в сериале «Фантастическая девушка» (1987), где исполнил роль сёрфера Криса Фуллера. В 1988 году он сыграл Харриса Майклза в популярной мыльной опере «Дни нашей жизни» (1965). В 1990-х годах Бёртон обучался актёрскому мастерству в голливудском театре Theater (Калифорния), где его наставляли Джон Седар и Крис Эйбл. Прорывной в карьере для Бёртона стала роль Джейсона Моргана в мыльной опере «Главный госпиталь», за которую он получил дневную премию «Эмми» как «лучший актёр второго плана в драматическом сериале» в 1998 году. В 2007 году Бёртон вновь сыграл Моргана в первом сезоне спин-оффа «Главная больница: Ночная смена».
Бёртон появился в фильме «Последний замок» (2001), где снимался с Робертом Редфордом и Джеймсом Гандольфини, и в научно-фантастическом мини-сериале «Похищенные» (2002). Широкую известность Бёртон получил благодаря озвучиванию игрового персонажа Клауда Страйфа в серии Kingdom Hearts и большинстве проектов Компиляции Final Fantasy VII; он озвучил Клауда в: игре Kingdom Hearts, её сиквеле Kingdom Hearts II (2005), анимационном фильме «Последняя фантазия VII: Дети пришествия» и его режиссёрской версии, а также спин-оффах Dirge of Cerberus: Final Fantasy VII (2006), Crisis Core: Final Fantasy VII (2007), Dissidia Final Fantasy (2008), Dissidia 012 Final Fantasy (2011) и Dissidia Final Fantasy NT (2015).
28 августа 2012 года Бёртон подтвердил, что с октября перестанет сниматься в «Главном госпитале». 29 января 2013 года он присоединился к актёрскому составу мыльной оперы «Молодые и дерзкие» в роли Дилана МакЭвоя; 6 октября 2016 года Бёртон объявил через социальные сети, что покидает проект. В 2017 году актёр был удостоен ещё одной дневной премией «Эмми» как «лучший актёр второго плана» за роль МакЭвоя. В июне 2017 года ABC Daytime объявила о возвращении Бёртона к роли Моргана в «Главном госпитале»; в ноябре 2021 года создатели сериала уволили Бёртона из-за отказа от вакцинации против COVID-19. В апреле 2022 года Бёртон повторил роль Харриса Майклза из «Дней нашей жизни» в спин-оффее «Дни нашей жизни: За пределами Салема».

### Личная жизнь
16 января 1999 года Бёртон женился на Шери Гастин; в браке у них родилось трое детей — две дочери и сын. В мае 2022 года Бёртон объявил, что его жена вновь находится в положении, однако отказался признавать отцовство. Бёртон подал на развод в июле 2022 года, а в качестве причины сослался на «непримиримые разногласия». Актёр добивается совместной законной опеки над их общими с Гастин детьми.
Бертон принял участие в третьем сезоне телепередачи High Stakes Poker и пожертвовал выигрыш своему фан-клубу.

## Фильмография
| Год  | Название                                                    | Роль                   | Примечания        |
| ---- | ----------------------------------------------------------- | ---------------------- | ----------------- |
| 1986 | Манхэттенский проект                                        | Агент ФБР              |                   |
| 1994 | Восход красного солнца                                      | Смотритель бара        |                   |
| 1994 | Киборг-охотник                                              | Джаред                 | Direct-to-video   |
| 1995 | Киборг-охотник 2                                            | Джаред                 |                   |
| 2001 | Последний замок                                             | Капитан Перец          |                   |
| 2001 | Всегда верен                                                | Стив Рассел            |                   |
| 2006 | Последняя фантазия VII: Дети пришествия                     | Клауд Страйф (озвучка) | Английский дубляж |
| 2009 | Последняя фантазия VII: Дети пришествия Режиссёрская версия | Клауд Страйф (озвучка) | Английский дубляж |

| Год                 | Название                               | Роль                | Примечания                      |
| ------------------- | -------------------------------------- | ------------------- | ------------------------------- |
| 1987–1991           | Фантастическая девушка                 | Крис Фуллер         | 60 эпизодов                     |
| 1988, 2023          | Дни нашей жизни                        | Харрис Майклс       | Повторяющаяся роль              |
| 1988                | Звёзды в цирке                         | В роли самого себя  | Эпизод #13                      |
| 1990                | Кто здесь босс?                        | Тим                 | Эпизод «Дочь своего отца»       |
| 1991–2012 2017–2021 | Главный госпиталь                      | Джейсон Морган      | Регулярная роль                 |
| 1991                | Тайный телохранитель                   | Рик                 | В титрах указан как Стив Бёртон |
| 1998                | Soaps’ Most Unforgettable Love Stories | Джейсон Морган      | Телефильм                       |
| 2002                | Похищенные                             | Капитан Рассел Кэйс | 3 эпизода                       |
| 2007                | Главная больница: Ночная смена         | Джейсон Морган      | Главная роль                    |
| 2013–2017           | Молодые и дерзкие                      | Дилан МакЭвой       | Регулярная роль                 |
| 2022                | Дни нашей жизни: За пределами Салема   | Харрис Майклс       | Глава вторая                    |

| Год  | Название                             | Роль         | Примечания        |
| ---- | ------------------------------------ | ------------ | ----------------- |
| 2002 | Kingdom Hearts                       | Клауд Страйф | Английский дубляж |
| 2006 | Kingdom Hearts II                    | Клауд Страйф | Английский дубляж |
| 2006 | Dirge of Cerberus: Final Fantasy VII | Клауд Страйф | Английский дубляж |
| 2007 | Kingdom Hearts II: Final Mix+        | Клауд Страйф | Английский дубляж |
| 2008 | Kingdom Hearts Re:Chain of Memories  | Клауд Страйф | Английский дубляж |
| 2008 | Crisis Core: Final Fantasy VII       | Клауд Страйф | Английский дубляж |
| 2009 | Dissidia Final Fantasy               | Клауд Страйф | Английский дубляж |
| 2011 | Dissidia 012 Final Fantasy           | Клауд Страйф | Английский дубляж |
| 2011 | Kingdom Hearts Re:coded              | Клауд Страйф | Английский дубляж |
| 2014 | Kingdom Hearts HD 2.5 ReMIX          | Клауд Страйф | Английский дубляж |
| 2016 | Final Fantasy Explorers              | Клауд Страйф | Английский дубляж |
| 2016 | World of Final Fantasy               | Клауд Страйф | Английский дубляж |
| 2017 | Mobius Final Fantasy                 | Клауд Страйф | Английский дубляж |
| 2018 | Dissidia Final Fantasy NT            | Клауд Страйф | Английский дубляж |

| Год  | Название              | Роль      |
| ---- | --------------------- | --------- |
| 2005 | Закон об азартных игр | Сценарист |

| Год  | Название              | Роль     |
| ---- | --------------------- | -------- |
| 2005 | Закон об азартных игр | Режиссёр |

## Награды и номинации
| Год  | Награда                         | Категория                                                 | Работа                              | Результат |
| ---- | ------------------------------- | --------------------------------------------------------- | ----------------------------------- | --------- |
| 1997 | Дневная премия «Эмми»           | Лучший молодой актёр в драматическом сериале              | «Главный госпиталь»                 | Номинация |
| 1997 | Премия «Дайджеста мыльных опер» | Лучший молодой актёр первого плана                        | «Главный госпиталь»                 | Победа    |
| 1998 | Daytime Emmy Award              | Лучшую мужская роль второго плана в драматическом сериале | «Главный госпиталь»                 | Победа    |
| 1998 | Soap Opera Digest Award         | Лучший молодой актёр первого плана                        | «Главный госпиталь»                 | Победа    |
| 1999 | Soap Opera Digest Award         | Самый горячий актёр                                       | «Главный госпиталь»                 | Победа    |
| 2000 | Daytime Emmy Award              | Лучший актёр второго плана в драматическом сериале        | «Главный госпиталь»                 | Номинация |
| 2003 | Soap Opera Digest Award         | Лучший актёр второго плана                                | «Главный госпиталь»                 | Победа    |
| 2005 | Daytime Emmy Award              | Лучшая мужская роль в драматическом сериале               | «Главный госпиталь»                 | Номинация |
| 2014 | Daytime Emmy Award              | Лучшая мужская роль второго плана в драматическом сериале | «Молодые и дерзкие»                 | Номинация |
| 2016 | Daytime Emmy Award              | Лучшая мужская роль второго плана в драматическом сериале | «Молодые и дерзкие»                 | Номинация |
| 2017 | Daytime Emmy Award              | Лучшая мужская роль второго плана в драматическом сериале | «Молодые и дерзкие»                 | Победа    |
| 2020 | Daytime Emmy Award              | Лучшая мужская роль первого плана в драматическом сериале | «Главный госпиталь»                 | Номинация |
| 2021 | Daytime Emmy Award              | Лучшая мужская роль первого плана в драматическом сериале | «Главный госпиталь»                 | Номинация |
| 2021 | Soap Hub Award                  | Лучший актёр «Главного госпиталя»                         | «Главный госпиталь»                 | Победа    |
| 2023 | Daytime Emmy Award              | Лучшая гостевая роль в драматическим сериале              | «За пределами Салема: Глава вторая» | Ожидается |